# بي. دبليو. أستون
بي. دبليو. أستون (بالإنجليزية: B W Aston)‏ هو مؤرخ أمريكي، ولد في 27 أبريل 1936 في فورت وورث في الولايات المتحدة، وتوفي في 25 مارس 2010 في أبيلين في الولايات المتحدة.